# ACTL6B
ACTL6B‏ (Actin like 6B) هوَ بروتين يُشَفر بواسطة جين ACTL6B في الإنسان.